# Headbangers Ball
Pour les articles homonymes, voir Headbanger.
Headbangers Ball est une émission de télévision musicale consacrée au heavy metal diffusée par différentes chaînes du réseau MTV, aux États-Unis et dans de nombreux autres pays dont le Japon, la Turquie, le Danemark, le Portugal, la Hongrie, la Suède et la Finlande. Lancé le 18 avril 1987, le programme est devenu célèbre pour sa diffusion, à des heures tardives, de vidéo-clips d'artistes célèbres comme d'autres beaucoup plus obscurs, contrastant avec la programmation diurne des mêmes chaînes.
Avec le grand essor connu par le rock alternatif et la musique hip-hop au cours des années 1990, l'émission fut arrêtée en 1995, avant d'être réactivée presque une décennie plus tard, face au succès de certaines nouvelles formes de metal auprès du public.
L'émission tire son nom de l'expression headbang ou headbanging, qui désigne un type de danse caractéristique du heavy metal.